# Клаке (Козє)
Клаке (словен. Klake) — поселення в общині Козє, Савинський регіон, Словенія. Висота над рівнем моря: 428,1 м. 